# Pšiš
Pšiš (rusky Пшиш) je řeka v Krasnodarském kraji v Rusku. Je dlouhá 270 km od pramene delší zdrojnice Velkého Pšiše. Povodí řeky má rozlohu 1850 km².

## Průběh toku
Vzniká soutokem Velkého a Malého Pšiše, jež stékají ze severních svahů Velkého Kavkazu. Na horním toku teče v hluboké a úzké dolině, která se pod horami rozšiřuje. Ústí zleva do Kubáně v Krasnodarské přehradě.

## Vodní režim
Zdrojem vody jsou převážně dešťové srážky, které někdy způsobují povodně. Průměrný roční průtok vody činí přibližně 25 m³/s, maximální přibližně 1000 m³/s. Zamrzá nepravidelně jen v některých letech.

## Využití
Řeka je splavná pro vodáky. Leží na ní město Chadyžensk.